# Arjuno-Welirang
Arjuno-Welirang é complexo vulcânico composto por dois  estratovulcões gémeos, o Arjuno (3 339 m de altitude) e o Welirang (3 156 m), situados nas regências
de Pasuruan e de Malang da província indonésia de Java Oriental, perto da cidade de Batu.
O complexo situa-se em dois vulcões mais antigos, o Ringgit a leste e o Linting a sul. Na área há pelo menos mais um estratovulcão e cerca de dez cones piroclásticos, situados na linha de 6 km entre o  Arjuno e o Welirang. Em diversos locais do Welirang há areas de fumarolas com depósitos de enxofre. Nos cumes há pouca vegetação. A última grande erupção, com índice de explosividade IEV 2, ocorreu em 1950. Em 1952 ocorreu outra com índice IEV 0.
O nome Arjuno é uma referência javanesa a Arjuna, um herói do épico hindu Mahabharata. Welirang é a designação em javanês de enxofre.